# Piratpartiet (Tyskland)

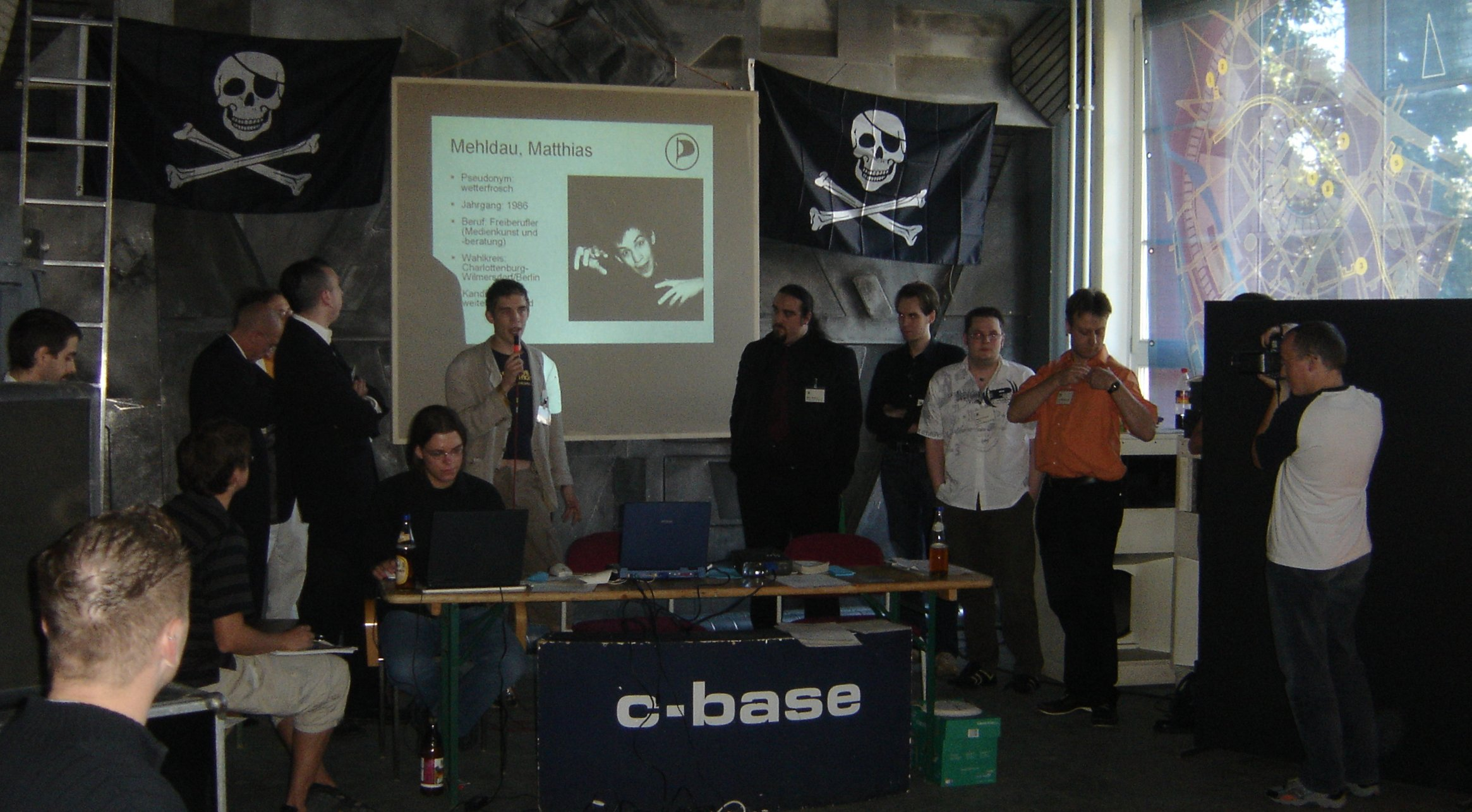
Partiets grundande skedde 2006, vid c-base i Berlin. På bilden presenteras styrelsekandidaterna.

Piratenpartei Deutschland (PIRATEN) är ett politiskt parti i Tyskland. Det bildades den 10 september 2006 och har varit representerat i Tysklands förbundsdag av Jörg Tauss som blev invald för socialdemokraterna, men bytte parti. Sedan 2011 är de även representerade på delstatsnivå som oppositionsparti i Berlins representanthus, och under 2012 har man tagit plats i delstatsparlamenten i Saarland, Nordrhein-Westfalen och Schleswig-Holstein..
Ordförande är sedan november 2013 Thorsten Wirth.

## Partiets åsikter
Partiet står för medborgerliga rättigheter inom telefoni och på internet. De förespråkar reformer inom patentlagstiftning, utbildning och drogpolitik. Basinkomst, en öppen förvaltning och direktdemokrati är andra centrala politiska förslag som partiet driver..

## EU-parlamentet
I Europaparlamentsvalet 2014 fick PIRATEN 1,45 % av rösterna (424 510 röster) och erövrade därmed ett mandat i EU-parlamentet. Detta tillföll Julia Reda, som under sin mandatperiod bland annat gjort sig känd för sitt arbete inom Utskottet för medborgerliga fri- och rättigheter samt rättsliga och inrikes frågor och ett uppmärksammad lagförslag som berör panoramafrihet.